# Eustenogaster luzonensis
Eustenogaster luzonensis är en getingart som först beskrevs av Sievert Allen Rohwer 1919.  Eustenogaster luzonensis ingår i släktet Eustenogaster och familjen getingar. Inga underarter finns listade i Catalogue of Life.